# Ned Brower
Edward Andrew "Ned" Brower, född 15 december 1978 i Chapel Hill, North Carolina och uppvuxen i Seattle, Washington, är en amerikansk trummis och sångare som har spelat trummor i rockbandet Rooney. Han är även modell och skådespelare och han har modellat för J.Crew, Abercrombie & Fitch, Tommy Hilfiger, Donna Karan, Ralph Lauren och The Gap samt medverkat i några filmer och TV-serier.
Brower är gift med skådespelerskan Sarah Jane Morris och tillsammans har de en son, född 2010 och en dotter, född 2014.